# 陳信之
陳信之，字守益，福建福州連江人，明朝政治人物、進士。
洪武四年（1371年），陳信之中辛亥科二甲第八名進士。任礼部主事。后晋升兵部員外郎。